# (72611) 2001 FO18
(72611) 2001 FO18 – planetoida z pasa głównego asteroid okrążająca Słońce w ciągu 4,78 lat w średniej odległości 2,84 j.a. Odkryta 19 marca 2001 roku.